# Андреевка (Нурлатский район)
Андре́евка — деревня в Нурлатском районе  Республики Татарстан Российской Федерации. Является административным центром Андреевского сельского поселения.

## География
Деревня расположена на реке Киклинка, в 29 километрах к северо-востоку от города Нурлат.   

## История
Деревня известна с 1710 года. В дореволюционных источниках известна также под названиями Андреевский Починок, Киклы. 
До 1860-х годов жители относились к категории государственных крестьян. Занимались земледелием, разведением скота. 
В начале XX века в Андреевке были 3 мелочные лавки. В этот период земельный надел сельской общины составлял 1864 десятин. До 1920 года деревня входила в Старо-Челнинскую волость Чистопольского уезда Казанской губернии. С 1920 года в составе Чистопольского кантона ТАССР. С 10 августа 1930 года в Октябрьском (с 10 декабря 1997 года  Нурлатский) районе.

## Население
| 1859 | 1897 | 1908 | 1926 | 1938 | 1949 | 1958 | 1970 | 1979 | 1989 | 2000 |
| ---- | ---- | ---- | ---- | ---- | ---- | ---- | ---- | ---- | ---- | ---- |
| 825  | 1245 | 1480 | 1459 | 1127 | 889  | 932  | 1047 | 952  | 709  | 658  |

## Экономика
Полеводство, молочное скотоводство.

## Социальная инфраструктура
Андреевская общеобразовательная школа, дом культуры, библиотека.